# 天満神社 (神戸市中央区)
天満神社（てんまんじんじゃ）は、兵庫県神戸市中央区北野町に鎮座する神社。通称：北野天満神社（きたのてんまんじんじゃ）。

## 祭神
- 菅原道真公

## 歴史
福原遷都に際して平清盛の命を受けた大納言邦綱が、新しい都の鬼門鎮護京都の北野天満宮を勧請して社殿を造営し、僧信海に管理させたのが当社のはじめと伝えられている。治承4年(1180)のことだという。 
以後、神戸の北野天満神社の周辺は「北野」と呼ばれるようになった。中世の武家の世では、当社はしばしば戦乱に巻き込まれた。
南北朝の動乱期の湊川の戦いや、応仁の乱にかかわる兵庫の津焼きうちなどでも被害を受け、幾度か衰退の憂き目を見た。特に戦国末期には、中国の毛利氏と結んだ荒木村重配下の花隈城に近かったため、織田信長の命で花隈城を攻めた池田氏がすぐそばに陣を敷き、北野天満神社も激戦に巻き込まれた。
太平の江戸時代になると、北野天満神社は北野村の鎮守として崇敬され、正保・享保・文化年間には、本殿や拝殿、神饌所が建設された。
250年あまり前の延享年間のある夜、神戸村のひとりの漁師が、真っ暗な和田岬の沖合で嵐にあって遭難しかけた。このとき、北野天満神社のご神木から明るい光明がひと筋天に昇るのが見え、それを頼りに神戸の浜に帰り着くことができたという伝説も伝わっている。
明治になると、神戸に来住した外国人が、居留地返還に伴って、居留地の北にあたるこの辺り、北野町や山本通りに住みはじめ、異人館が建ち並んだ。

## 境内社
- 天高稲荷神社
- 薬照大明神
- 北野水天宮
- 白龍神社

## 交通アクセス
- JR三ノ宮駅・阪急神戸三宮駅・阪神神戸三宮駅・地下鉄三宮駅より、北野坂を上がり、約700メートル北詰、風見鶏の館東隣、徒歩12分